# أنتوني ألين (لاعب كرة قدم أمريكية أمريكي)
أنتوني ألين (بالإنجليزية: Anthony Allen)‏ هو لاعب كرة قدم أمريكية أمريكي، ولد في 29 يونيو 1959 في ماكومب في الولايات المتحدة.

## وصلات خارجية
- أنتوني ألين على موقع مرجع كرة القدم المحترفة.كوم (الإنجليزية)